# Đèo Phú Mỹ
Đèo Phú Mỹ trên quốc lộ 27 ở vùng giáp ranh huyện Lâm Hà và huyện Đam Rông tỉnh Lâm Đồng, Việt Nam .

## Vị trí
Đèo Phú Mỹ trên quốc lộ 27 ở vùng giáp ranh xã Phú Sơn huyện Lâm Hà và xã Đạ K'Nàng huyện Đam Rông tỉnh Lâm Đồng .
Đèo cách trung tâm hành chính xã Phú Sơn cỡ 6 km, cách thị trấn Đinh Văn cỡ 25 km về hướng tây bắc.